# Przystronie (Baja Silesia)
Przystronie (alemán: Breitental) es una localidad del distrito de Dzierżoniów, en el voivodato de Baja Silesia (Polonia). Se encuentra en el suroeste del país, dentro del término municipal de Łagiewniki, a unos 4 km al suroeste de la localidad homónima y sede del gobierno municipal, a unos 20 al este de Dzierżoniów, la capital del distrito, y a unos 43 al sur de Breslavia, la capital del voivodato. Przystronie perteneció a Alemania hasta 1945, año en el que pasó a formar parte del voivodato polaco de Breslavia hasta 1998.
- Datos: Q7253721